# Mirepoix, Ariège

Mirepoix este o comună în departamentul Ariège din sudul Franței. În 1 ianuarie 2022 avea o populație de 3.106 de locuitori.